# Ockupationen av Stora moskén i Mecka 1979
Ockupationen av Stora moskén i Mecka 1979 varade från 20 november 1979 till 4 december 1979, då militanta islamiska fundamentalister ockuperade Stora moskén  Masjid al-Haram i Mecka. Ockupanterna kallade sig själva 'al-Ikhwan' efter milisen Ikhwan som bidrog till grundandet av Saudiarabien 1932, och krävde avsättandet av det saudiska kungahuset. Den saudiska armén besegrade ockupanterna med hjälp av stöd från Frankrike och rådgivare från GIGN, vilket ledde till att 117 ockupanter dödades, och flera fångar togs, av vilka 68 avrättades. Ockupationen resulterade i att det saudiska kungahuset gav den religiösa polisen större befogenheter, något som ledde till en starkare islamisering av ett Saudiarabien som fram till dess hade påbörjat en modernisering, och till den islamiska väckelsen.